# Bob- und Skeleton-Weltmeisterschaften 2025/Viererbob (Männer)
Der Viererbob-Wettbewerb der Männer bei den Bob- und Skeleton-Weltmeisterschaften 2025 wurde in vier Läufen am 14. und 15. März 2025 in der Olympia-Bobbahn Mount Van Hoevenberg in Lake Placid ausgetragen.

## Ergebnisse
| Rang | #  | Team                                                                                             | Nation              | Lauf 1   | Lauf 1 | Lauf 2 | Lauf 3   | Lauf 3 | Lauf 4   | Lauf 4  | Gesamt   | Gesamt      |     |
| Rang | #  | Team                                                                                             | Nation              | Zeit (s) | Rang   | –      | Zeit (s) | Rang   | Zeit (s) | Rang    | Zeit (s) | Defizit (s) |     |
| ---- | -- | ------------------------------------------------------------------------------------------------ | ------------------- | -------- | ------ | ------ | -------- | ------ | -------- | ------- | -------- | ----------- | --- |
| 1    | 1  | Francesco Friedrich Matthias Sommer Alexander Schüller Felix Straub                              | Deutschland         | 54,23    | 1      |        | 54,78    | 1      | 55,51    | 3       | 2:44,52  | –           |     |
| 2    | 2  | Johannes Lochner Florian Bauer Jörn Wenzel Georg Fleischhauer                                    | Deutschland         | 54,52    | 2      | 55,03  | 2        | 55,25  | 1        | 2:44,80 | 0,28     |             |     |
| 3    | 3  | Brad Hall Arran Gulliver Taylor Lawrence Greg Cackett                                            | Großbritannien      | 54,54    | 3      | 55,03  | 2        | 55,43  | 2        | 2:45,00 | 0,48     |             |     |
| 4    | 11 | Frank Del Duca Joshua Williamson Boone Niederhofer Charles Volker                                | Vereinigte Staaten  | 54,93    | 5      | 55,16  | 5        | 55,55  | 4        | 2:45,64 | 1,12     |             |     |
| 5    | 4  | Adam Ammour Nick Stadelmann Issam Ammour Rupert Schenk                                           | Deutschland         | 54,87    | 4      | 55,11  | 4        | 55,72  | 7        | 2:45,70 | 1,18     |             |     |
| 6    | 7  | Michael Vogt Gregory Jones Dominik Hufschmid Amadou David Ndiaye                                 | Schweiz             | 55,12    | 8      | 55,43  | 7        | 55,71  | 5        | 2:46,26 | 1,74     |             |     |
| 7    | 22 | Kristopher Horn Carsten Vissering Martin Christofferson Hunter Powell                            | Vereinigte Staaten  | 55,08    | 6      | 55,34  | 6        | 55,97  | 9        | 2:46,39 | 1,87     |             |     |
| 8    | 16 | Taylor Austin Mike Evelyn Keaton Bruggeling Shaq Murray-Lawrence                                 | Kanada              | 55,29    | 12     | 55,64  | 9        | 55,71  | 5        | 2:46,64 | 2,12     |             |     |
| 9    | 10 | Kim Jin-su Kim Sun-wook Kim Hyeong-geun Lee Geon-u                                               | Südkorea            | 55,08    | 6      | 55,67  | 11       | 55,96  | 8        | 2:46,71 | 2,19     |             |     |
| 10   | 8  | Timo Rohner Dominik Schläpfer Tim Annen Mathieu Hersperger                                       | Schweiz             | 55,27    | 11     | 55,53  | 8        | 56,15  | 11       | 2:46,95 | 2,43     |             |     |
| 11   | 5  | Patrick Baumgartner Eric Fantazzini Robert Mircea Lorenzo Bilotti                                | Italien             | 55,19    | 9      | 55,66  | 10       | 56,30  | 15       | 2:47,15 | 2,63     |             |     |
| 12   | 15 | Sun Kaizhi Ding Song Ye Jielong Zhen Heng                                                        | Volksrepublik China | 55,29    | 12     | 55,69  | 12       | 56,19  | 13       | 2:47,17 | 2,65     |             |     |
| 13   | 21 | Edson Luques Bindilatti Edson Ricardo Martins Rafael Souza da Silva Erick Gilson Vianna Jeronimo | Brasilien           | 55,38    | 15     | 55,80  | 13       | 56,14  | 10       | 2:47,32 | 2,80     |             |     |
| 14   | 6  | Cédric Follador Nicola Mariani Omar Vögele Quentin Juillard                                      | Schweiz             | 55,29    | 12     | 55,94  | 16       | 56,36  | 17       | 2:47,59 | 3,07     |             |     |
| 15   | 12 | Pat Norton Mark Zanette Yohan Eskrick-Parkinson Chris Ashley                                     | Kanada              | 55,51    | 16     | 55,93  | 15       | 56,28  | 14       | 2:47,72 | 3,20     |             |     |
| 15   | 9  | Jēkabs Kalenda Arnis Bebrišs Matīss Miknis Mairis Kļava                                          | Lettland            | 55,25    | 10     | 56,12  | 18       | 56,35  | 16       | 2:47,72 | 3,20     |             |     |
| 17   | 14 | Mihai Țentea Constantin Dinescu Mihai Pacioianu George Iordache                                  | Rumänien            | 55,74    | 17     | 55,86  | 14       | 56,15  | 11       | 2:47,75 | 3,23     |             |     |
| 18   | 20 | Geoffrey Gadbois Collin Storms Adrian Adams Dylan Gilbert                                        | Vereinigte Staaten  | 56,03    | 21     | 56,14  | 19       | 56,49  | 18       | 2:48,66 | 4,14     |             |     |
| 19   | 18 | Matěj Běhounek Michal Dobeš Antonín Wijas Ondrej Rapp                                            | Tschechien          | 55,84    | 19     | 56,10  | 17       | 56,82  | 19       | 2:48,76 | 4,24     |             |     |
| 20   | 25 | Jay Dearborn Kenny-Luketa M’Pindou Cesar de Guzman Tobi Ade                                      | Kanada              | 55,94    | 20     | 56,70  | 20       | 57,02  | 20       | 2:49,66 | 5,14     |             |     |
| 21   | 23 | Suk Young-jin Lee Kyung-yeon Park Jong-hee Jung Hyun-woo                                         | Südkorea            | 56,27    | 22     | 56,70  | 20       | DNQ    | DNQ      | 1:52,97 | –        |             |     |
| 22   | 19 | Kitthamet Palakai Piyapong Wongpiyakul Vorawut Maddulem Sittphon Donpritee                       | Thailand            | 57,32    | 23     | 57,93  | 22       | DNQ    | DNQ      | 1:55,25 | –        |             |     |
| –    | 13 | Li Chunjian Jiang Maoyuan Shi Yaolong An Tai                                                     | Volksrepublik China | 55,79    | 18     | DNF    | DNF      | DNQ    | DNQ      | –       | –        |             |     |
| –    | 24 | Rhys Peters Jermayne Takapautolo Jack Pennington Benjamin Forst                                  | Australien          | 1:05,63  | 24     | DNS    | DNS      | DNS    | DNS      | DNS     | DNS      |             |     |
| –    | 17 | Jakob Mandlbauer Sascha Stepan Daiyehan Nichols-Bardi Martin Bertschler                          | Österreich          | DNS      | DNS    | DNS    | DNS      | DNS    | DNS      | DNS     | DNS      | DNS         | DNS |